# Jassa marmorata
Jassa marmorata är en kräftdjursart som beskrevs av Edward Morell Holmes 1903. Jassa marmorata ingår i släktet Jassa och familjen Ischyroceridae. Arten är reproducerande i Sverige. Inga underarter finns listade i Catalogue of Life.